# Bryce Petty
(en) Statistiques sur pro-football-reference
Bryce Petty (né le 31 mai 1991 à Thomaston, Géorgie) est un joueur américain de football américain évoluant au poste de quarterback. Il est sélectionné lors de la draft 2015 de la NFL en 103e position par les Jets de New York. Il signe en 2018 chez les Dolphins de Miami, et récupère son numéro 14 qu’il portait en équipe universitaire chez les Bears de Baylor.

## Biographie

### Carrière universitaire
Bryce Petty joue pour les Bears de Baylor de 2011 à 2014,. Il dispute les trois premières saisons en tant que remplaçant, derrière Robert Griffin III puis Nick Florence. Lors de sa dernière année universitaire, Petty inscrit 29 touchdowns à la passe et six autres à la course. À la fin de la saison, lors du Cotton Bowl 2015, Petty bat le record de yards avec 550 yards dans la rencontre, et est nommé meilleur joueur de la rencontre malgré la défaite de son équipe contre les Spartans de Michigan State.

### Carrière professionnelle
Sélectionné en 103e position lors de la draft 2015 de la NFL par les Jets de New York, Bryce Petty signe un contrat de quatre ans pour un total de 2,8 millions de dollars. Lors de la saison 2015, il sert de troisième quarterback derrière Ryan Fitzpatrick et Geno Smith. 
Le 6 novembre 2016, lors de la semaine 9 de la saison 2016, Bryce Petty voit ses premières minutes de temps en jeu en saison régulière en remplacement de Fitzpatrick, blessé dans le troisième quart-temps. Il complète deux passes pour 19 yards avant le retour du quarterback titulaire. Une semaine plus tard, Petty est titulaire contre les Rams de Los Angeles et complète 21 de ses 34 passes tentées pour 163 yards, lance un touchdown et une interception. Dans une saison difficile pour les Jets, Petty est nommé quarterback titulaire le 6 décembre à quatre rencontres de la fin. Le 24 décembre 2016, il se blesse contre les Patriots de la Nouvelle-Angleterre en tentant de récupérer un fumble et doit laisser sa place au quarterback vétéran Ryan Fitzpatrick qui termine la saison.